# Туркмено-турецкие отношения
Туркмено-турецкие дипломатические отношения были установлены 29 февраля 1992 года, когда Турция первой признала независимость Туркменистана и открыла своё посольство в Ашхабаде. У двух стран и народов особые отношения связанных общей историей, языком, религией и культурой. Обе эти страны являются членами ОЭС, ОБСЕ, ОИС и ООН, более того активно взаимодействуют в Тюркском совете.

## Дипломатические миссии
В Турции действует посольство Туркменистана, Чрезвычайный и Полномочный посол — Ишанкули Аманлиев. В Ашхабаде действует посольство Турции, Чрезвычайный и Полномочный посол — Тоган Орал.

## Посольство Туркменистана в Турции
Посольство Туркменистана в Турции (г. Анкара) открылось в 1992 году. В настоящее время посольство расположено по адресу: г. Анкара, Чанкая, ул. Коза, д. 28.
С февраля 2016 года посольство возглавляет Чрезвычайный и Полномочный посол Туркменистана в Ишанкули Аманлиев.

### Послы
1. Ахмедов, Хан (1992—1994)
2. Ханамов, Нурмухаммед (1994—2002)
3. Аширов, Аннакурбан (2002-)
4. Аманмырадов, Нурберди Аманмурадович (2004—2009)
5. Довлетсахатов, Максат (2009—2012)
6. Сердаров, Ата Овезнепесович (2012—2016)
7. Аманлиев, Ишанкули (2016—н. в.)

## Посольство в Туркменистане
Посольство Турции в Туркменистане (г. Ашхабад) открылось в марте 1992 года. В настоящее время посольство расположено по адресу: г. Ашхабад, ул. Шевченко, д. 9.
С августа 2015 года посольство возглавляет Чрезвычайный и Полномочный посол Турецкой Республики в Туркменистане Мустафа Капуджа.

### Послы
1. Сельчук Инджесу (1992—1995)
2. Мехмет Йигит Алпоган (1995—1998)
3. Октай Озуйе (1998—2000)
4. Мехмет Бахаттин Гюрсоз (2000—2004)
5. Хаккы Акил (2005—2008)
6. Хусейн Авни Бычаклы (2008—2011)
7. Шевки Мутевеллиоглу (2011—2015)
8. Мустафа Капуджа (2015—2020)
9. Тоган Орал (2020- н.в)

## Эпизоды

### Граждане Турции в правительстве Туркменистана
- Ибрагим Колюк — (12.02.1999 — ) заместитель [[Министерство торговли и внешнеэкономических связей Туркменистана|министра торговли и внешнеэкономических связей Туркменистан[источник не указан 796 дней]]]
- Ахмет Чалык — заместитель [[Министерство текстильной промышленности Туркменистана|министра текстильной промышленности Туркменистана[источник не указан 796 дней]]]
- Муаммер Тюркильмаз — заместитель министра образования Туркменистана[источник не указан 796 дней]

## Отношения
Турция — первая страна, которая признала государственную независимость Туркменистана в 1992 году. Турция в 1995 году поддержала идею Туркменистана о нейтралитете, официально признанным резолюцией Генеральной Ассамблеи ООН.
5 декабря 2007 года Туркменистан с официальным визитом посетил президент Турции Абдулла Гюль.
24-25 марта 2008 года Гурбангулы Бердымухамедов посетил с официальным визитом в Турцию.
11-12 ноября 2010 года Туркменистан с официальным визитом посетил президент Турции Абдулла Гюль.
30 мая 2011 года Абдулла Гюль посетил город Туркменбашы с рабочим визитом.
28 февраля 2012 года свой первый официальный визит после второго вступления в должность главы государства президента Туркменистана Гурбангулы Бердымухамедов посетил Анкару.
13 июня 2012 года Ашхабад посетил председатель Великого национального собрания Турецкой Республики Джемиль Чичек.
9-10 августа 2012 года Гурбангулы Бердымухамедов совершил рабочий визит в Стамбул и Измир.
29-31 мая 2013 года состоялся государственный визит президента Турецкой Республики Абдуллы Гюля в Туркменистан.

## Экономическое сотрудничество
Турция является одним из крупнейших торговых партнёров Туркменистана. Около 600 турецких компаний зарегистрировано в Туркменистане, работающих в сфере торговли, инвестиций, строительстве, энергетики, транспорте, связи, текстильной и перерабатывающей промышленности. За 20 лет независимости общее число проектов, в реализации которых были задействованы турецкие компании в Туркменистане, превысило 600, а их суммарная стоимость достигла 21 млрд долларов. 31 марта 1993 был создан совместный Туркмено-Турецкий акционерно коммерческий банк.
Туркменистан экспортирует продукцию текстильной, топливно-энергетической, химической, сельскохозяйственной промышленности. Из Турции поступают металл и изделия из него, хозяйственные товары, оборудование, стройматериалы, электротехника, продукция химической и легкой промышленности, продовольствие, транспортные средства, медикаменты.
14 декабря 2022 года по итогам трехсторонних переговоров в городе Туркменбаши между Азербайджаном, Турцией и Туркменистаном подписаны межправительственное соглашение о торгово-экономическом сотрудничестве, межправительственная Рамочная программа по сотрудничеству в области науки, образования и культуры, межправительственный меморандум о взаимопонимании по созданию Совместной консультативной комиссии по таможенному сотрудничеству, межведомственный Меморандум о взаимопонимании по развитию сотрудничества в области энергетики, а также межведомственный Меморандум о взаимопонимании по развитию сотрудничества в области транспорта.

### Nabucco
Nabucco — проектируемый магистральный газопровод протяженностью 3300 км из Туркменистана и Азербайджана в страны ЕС, прежде всего Австрию и Германию. Проектная мощность — 26-32 млрд кубометров газа в год. Предполагаемая стоимость проекта — €7,9 млрд. Подготовка проекта ведётся с 2002 года. Строительство планировалось начать в 2011 году, а завершить к 2014 году. Бо́льшая часть газопровода будет проходит через Турцию.

## Культурное сотрудничество
Проводятся совместные выставки и другие мероприятия.
В Туркменистане функционируют одна туркмено-турецкая школа.
Кроме того, несколько тысяч туркменских студентов обучаются в университетах Турции. Гражданам Туркменистана можно находиться в Турции без визы до 30 дней.
Более 10 тысяч турецких граждан живут в Туркменистане. Около 500 тысяч туркмен живут в Турции.